# Alexandre Mauvernay
Pour les articles homonymes, voir Mauvernay.
Alexandre Mauvernay est un peintre verrier né le 9 mai 1810 à Montromant (Rhône) et mort le 22 juin 1898 à Saint-Galmier (Loire).

## Biographie
Ami et disciple du peintre Jean-Auguste-Dominique Ingres, Alexandre Mauvernay installe son atelier de peintre verrier à Saint-Galmier en 1839.
Pour réaliser ses vitraux-tableaux, d'inspiration religieuse ou profane, il s'entoura de nombreux artistes, dont Raymond Balze, élève de Ingres.
Sa manufacture compta jusqu'à 30 ouvriers et fut dirigée à sa mort et jusqu'en 1909 par son fils, Barthélémy, puis jusqu'en 1917 par ses filles. Les ateliers Mauvernay ont travaillé pour de nombreuses églises, notamment dans la Loire et le Rhône (Rhône-Alpes) ainsi que dans l'Hérault.

## Localisation des vitraux des ateliers Mauvernay
- Chapelle du Château de Bouthéon et église de Bouthéon à Andrézieux-Bouthéon (Loire)
- Église Sainte-Blandine à Chambœuf (Loire)
- Église Saint-Clément du Chambon-Feugerolles (Loire)
- Église Saint-Thomas d'Aquin à Unieux (Loire)
- Église de la Talaudière (Loire)
- Église Notre-Dame à Leigneux (Loire)
- Collégiale Notre-Dame d'Espérance à Montbrison (Loire)
- Église Sainte-Marie à Saint-Étienne (Loire)
- Église Saint-Etienne à Saint-Étienne-le-Molard (Loire)
- Église de Saint-Galmier (Loire)
- Église Saint-Laurent (Villars) (Loire)

- Église Saint Maurice à Annecy (Haute-Savoie)

- Église Saint Julien à Aspiran (Hérault)
- Collégiale Saint-Etienne à Capestang (Hérault)
- Église Saint-Étienne à Castries (Hérault)
- Église Sainte-Marie à Lauroux (Hérault)
- Cathédrale Saint-Fulcran à Lodève (Hérault)
- Église Saint-Hilaire à Mèze (Hérault)
- Église Saint André à Montagnac (Hérault)
- Collégiale Saint Jean à Pézenas (Hérault)
- Église de Saint-Félix-de-Lodez (Hérault)
- Collégiale Notre Dame de Grâce à Sérignan (Hérault)
- Église Saint-Martin de Vieussan (Hérault)

- Église Notre-Dame-des-Marais à Villefranche-sur-Saône (Rhône)
- Église de Vourles (Rhône)
- Église Saint-Clair à Brignais (Rhône)
- Église Saint-Polycarpe à Bully (Rhône)
- Église de Chevinay (Rhône)
- Église de Sainte-Foy-l'Argentière (Rhône)
- Église Saint-Martin à Ville-sur-Jarnioux (Rhône)
- Église Saint Barthélémy à Affoux (Rhône)

## Sources
- http://www.saint-galmier.fr/Vitraux.html

- Alexandre Mauvernay, peintre-verrier à Saint-Galmier (Loire) par Maryse Dalzotto in L'Araire, no 90, 1992 (Groupe de Recherche sur l'Histoire, l'Archéologie et le Folklore du Pays Lyonnais).